# Église Saint-Denys d'Arcueil
L'église Saint-Denys est une église catholique située à Arcueil, en France. Elle est consacrée au martyr saint Denis.

## Localisation
L'église est située dans le département du Val-de-Marne, sur la commune d'Arcueil — au 32 de la rue Émile Raspail — et dépend du diocèse de Créteil.

## Historique
Bâtie à la fin du XIIe siècle et au début du XIIIe siècle, l'église est caractéristique du premier art gothique en Île-de-France. Construite sur un plan simple, avec transept non saillant et chevet plat, ses deux premières travées orientales ont été élevées entre 1220 et 1230, les cinq suivantes entre 1240 et 1250 et les deux travées occidentales au milieu du XVIIIe siècle. Elle aurait servi de modèle pour Notre-Dame de Paris[réf. souhaitée].
L'édifice est classé au titre des monuments historiques en 1862.

## Les campagnes de restauration
L'église a subi des transformations aux XVe et XVIIIe siècles ; celles du XIXe siècle seront souvent désastreuses.
Lors de travaux de restauration de l'édifice et des terrasses, en 2012/2013, des fouilles archéologiques ont permis de mettre au jour les fondations du bas-côté nord du XIIIe – XIVe siècle ayant recoupé des sépultures antérieures du haut Moyen Âge dont certaines présentaient une orientation différente de l'église du XIIe – XIIIe siècle. 

## L'extérieur

### Le clocher
Le clocher du XVIIIe siècle a été édifié par l'architecte Germain Boffrand.

## L'intérieur
L'intérieur de l'édifice est illuminé de vitraux néo-gothiques.